# موجة تحت صوتية

رسم بياني للنطاق الترددي

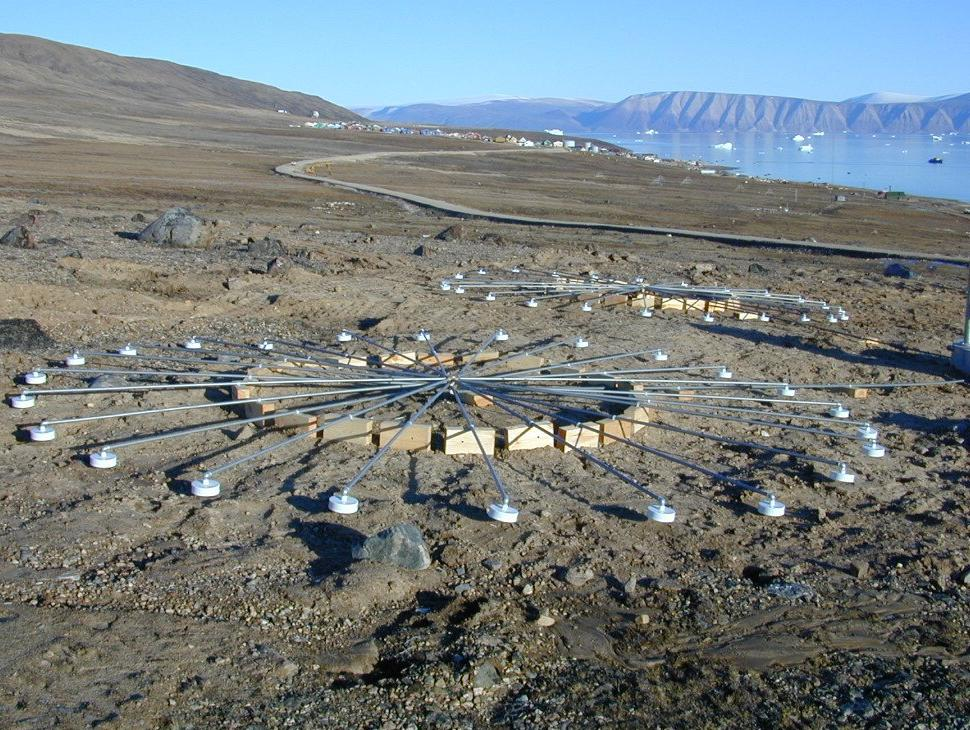
مصفوفات تحت صوتية في محطة رصد صوتي في كاناك، جرينلاند

الموجات تحت الصوتية أو موجة تحت صوتية أو تَحْتَ الصَّوت أو تحت صوتي يشار إليه أحيانًا بـ صوت منخفض التردد، هو صوت أقل في التردد من 20 هرتز أو دورة في الثانية، هذا الحد 20 هرتز هو الحد الطبيعي السفلي للسمع البشري. والحد الأعلى للترددات الصوتية العالية تبلغ نحو 20.000 هرتز، ما فوق ذلك لا تسمعه الأذن البشرية. السمع يصبح أقل حساسية تدريجيًا في نطاق 50 إلى 20 هيرتز مع انخفاض التردد، لذا لكي يدرك الإنسان الصوت «التحت صوتي» يجب أن يكون ضغط الصوت عاليًا بشكل كاف. الأذن هي العضو الرئيسي لاستشعار الصوت، ولكن مع ارتفاع شدته فمن الممكن الإحساس بالاهتزازات التحت صوتية في أجزاء مختلفة من الجسم.
تغطي الأصوات تحت 20 هرتز نزولًا حتى 0.1 هرتز ونادرًا 0.001 هرتز، يُستخدم النطاق الترددي لمراقبة الزلازل بأجهزة خاصة وتقوم برسم تكوينات الصخور والبترول تحت الأرض بحسب شدة ارتدادها وانعكاسها على الطبقات الأرضية المختلفة؛ كما توجد أجهزة أخرى ابتكرها الفيزيائيون لتخطيط رسم القلب وتخطيط اهتزاز القلب لدراسة ميكانيكا القلب.
تتميز الموجات تحت الصوتية بقدرتها على تغطية مسافات طويلة والالتفاف حول العقبات مع قليل من التبدد، وفي الموسيقى يمكن إصدار الأصوات منخفضة التردد وكذلك الأصوات القريبة من تحت الصوتية باستخدام موجه الموجة السمعي، مثل أنبوب الأرجن الكبير من أجل استنساخ الصوت، وتصميمات مكبرات الصوت.

## التاريخ والدراسة
اُسْتُخْدِمَت الموجات تحت الصوتية من قبل الحلفاء في الحرب العالمية الأولى لتحديد مواقع المدفعية. أحد الرواد في أبحاث التحت صوتي كان العالم الفرنسي ڤلاديمير جاڤرو. جاءت اهتمامه بالموجات تحت الصوتية لأول مرة في معمله خلال ستينيات القرن العشرين، عندما لاحظ هو ومساعدوه اهتزازات في معدات المعمل وحدوث ألم في طبلة الأذن، ولكن بدون التقاط أي صوت مسموع على الميكروفونات، وانتهى إلى أنها كانت موجات تحت صوتية حدثت بسبب مروحة كبيرة ونظام الأنابيب، وسرعان ما عمل على التحضير لتجارب في المعمل، واحدة من تجاربه كانت على صافرة تحت صوتية، أنبوب أرجن كبير.

## ردود أفعال الحيوانات
من المعروف أن الحيوانات لديها القدرة على إدراك الموجات تحت الصوتية التي تمر عبر الأرض بواسطة الكوارث الطبيعية وإمكانية استخدامها بمثابة الإنذار المبكر، من الأمثلة الحديثة على ذلك هو زلزال وتسونامي المحيط الهندي 2004، تم ذكر أن الحيوانات هربت من المناطق قبل ساعات من ضرب التسونامي لشواطئ آسيا، ومن غير المعروف على وجه اليقين أن هذا هو السبب، وقد اقترح البعض أنه قد يكون تأثير الموجات الكهرومغناطيسية وليس الموجات تحت الصوتية التي دفعت هذه الحيوانات إلى الهرب.
بحث في عام 2013 قام به جون هاجستورم من وكالة المسح الجيولوجي الأمريكية يقترح أن الحمام الزاجل يستخدم الموجات تحت الصوتية في الملاحة.
في استطاعة حيوانات أخرى مثل الفيل والزرافة والحوت الأزرق (حيث في الماء تتسم الموجات التحت صوتية بمدى واسع) سماع الترددات التحت صوتية، وربما تستخدمها في التواصل فيما بينها. تتميز الموجات التحت صوتية ذات الترددات المنخفضة جدا بانتشارها إلى مسافات طويلة.

## المراوح الهوائية لإنتاج الطاقة
تنبعث من المراوح الهوائية الكبيرة التي تستخدم في إطار إنتاج الطاقة الكهربائية كطاقة مستدامة موجات تحت صوتية في حيز عريض من الترددات التحت صوتية. وتقدر القدرات المنبعثة منها من موجات تحت صوتية بعدة من الواط ومن ضمنها موجات صوتية مسموعة تصل إلى قدرات من 20 إلى 50 ملي واط.
. وتنشأ الموجات تحت الصوتية على الأخص من الزعانف المصنوعة من الفولاذ. ولكن استجابة لتعليمات الجهات المختصة فإن تلك الموجات تصبح ضعيفة جدا على بعد قصبر من المروحة، وتخضع بنيات تلك المراوح لتعليمات رسمية تحدد المسافات بينها وكذلك بعدها عن مناطق سكنية . وبمقارنتها بمصادر أخرى للصوت مثل السيارات والطائرات فإن ما يصدر من مراوح الطاقة المستدامة أقل منها بكثير. في السيارات تصل نطاق الصوت تحت الصوتي في داخل مقصورة السيارة عند سرعة 130 كيلومتر في الساعة عدة متات الرات عما يسمع من مراوح الطاقة المستدامة . ولكن سكان مناطق في المانيا قريبة من المراوح تعترض عليها ويشعر بعض الناس منها بعدم الارتياح أو قلة النوم. لهذا فقد حددت الجهات المختصة بأن تكون المسافة بين حقل مراوح وأقرب بيت أو أقرب البيوت إليها على الأقل 1000 متر. ولكن بهذا تصبح تنفيذ المشروع الكبير بأن تكون نسبة إنتاج الطاقة الكهربية في ألمانيا بنسبة معقولة (مثل 30 % مثلا) لا يمكن تنفيذه لأن تلك المسافات المحددة تعتبر كبيرة. حاليا تتوسط الجهات المختصة بين منتجي الكهرباء وبين السكان للتوصل إلى حل تحت 1000 متر بين المراوح والبيوت.